# El Djouf

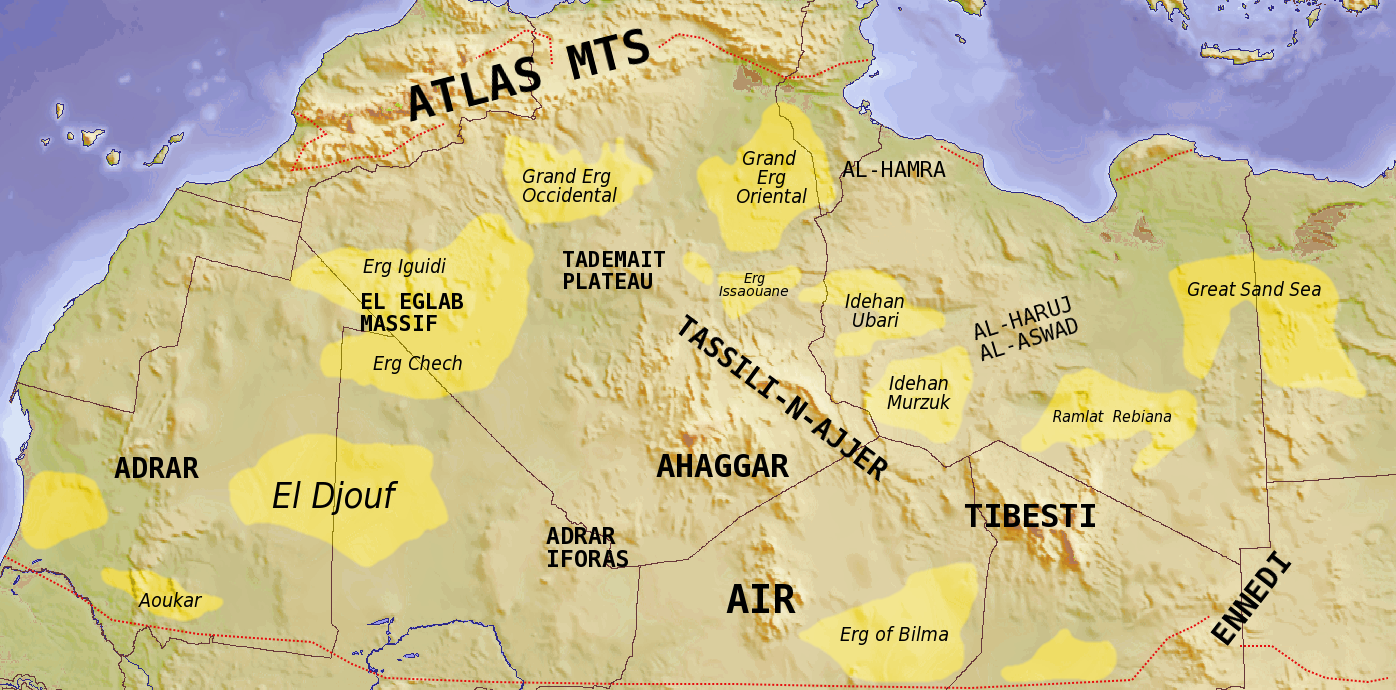
Carte topographique du Sahara.

El Djouf (arabe : الجوف) est une région naturelle aride de dunes de sable et de sel qui couvre le nord-est de la Mauritanie et une partie du nord-ouest du Mali, dans le nord du Sahara.
El Djouf 001 est une météorite trouvée dans l'El Djouf en octobre 1989. C'est une chondrite carbonée de type CR2 (C pour carbonée, R pour Renazzo, une localité italienne, 2 est le type pétrologique, marquant une altération aqueuse peu développée), un type très rare,. On y a découvert les traces d'un magmatisme alcalin, marquant le tout début de la différenciation magmatique de son corps parent.